# Peter Appelmann
Peter Appelmann (* 2. Januar 1622 in Appelberga, Östergötland,  als Peder Andersson Slaghök; † 1705 in Stockholm) war ein schwedischer Amtshauptmann und Gutspächter auf Usedom. Zeitweise trug er den Titel eines Gouverneurs der Domainen der Königin. Er war Vorbild für die Figur des Amtshauptmanns Appelmann in Wilhelm Meinholds Roman Maria Schweidler, die Bernsteinhexe.

## Leben
Der Sohn des Proviantmeisters Anders Nilsson Slaghök († 1621) aus Appelberga gård im Hagebyhöga Socken (Schweden) in Östergötland wurde nach dem Tod des Vaters geboren. Der Vater und die Mutter Brita Ambjörnsdotter Sunnaväder entstammten alten, sehr bekannten Bauernfamilien. Als junger Mann arbeitete Peder Slaghök als Privatlehrer für den Reichsrat Schering Rosenhane (1609–1663). Er verliebte sich in dessen Schwester Märta, mit der er sich heimlich verlobte, weshalb deren Brüder ihn verfolgten. Sie brachten ihn schließlich 1650 in Stockholm ins Gefängnis, aus dem er jedoch bald entkam.
Peder Slaghök wurde Sekretär und Generaldirektor der Tafelgüter der Königin Christina. Diese bestanden aus den früheren Besitzungen der ausgestorbenen Greifenherzöge, zu denen auf der Insel Usedom die Ländereien der säkularisierten Klöster Krummin und Pudagla gehörten. Von 1654 bis 1661 war er Amtshauptmann in Pudagla auf Usedom, danach bis 1667 Pächter des Amtes Pudagla. Am 1. Oktober 1656 wurde er mit dem Namen Appelman in den schwedischen Adelsstand erhoben. 1664 wurde er zum Gouverneur von Ösel ernannt.
Die Erträge aus den Pudaglaer Gütern waren 1654 nur gering. Auch 1661 musste er 8000 Taler an Eigenkapital für die Pachtung aufbringen. Es kam zum Streit über die Rückzahlung, weshalb ihn die Königin am 3. August 1667 gegen seinen Willen entließ. Bis 1687 prozessierte er mit ihr, erhielt jedoch nur einen Teil seiner Auslagen zurück.

## Romanfigur
Auf Usedom geriet Peter Appelmann in Streit mit Johannes Schweidler, der von 1662 bis 1677 Pastor in Koserow war. Dieser Konflikt, nur durch Schweidler in äußerst scharfer Wortwahl geschildert, bewog im 19. Jahrhundert den Pastor und Schriftsteller Wilhelm Meinhold in seinem Roman „Maria Schweidler, die Bernsteinhexe“ zu der boshaften Figur des Amtshauptmanns Wittich von Appelmann. Der Charakter der Romanfigur entsprach wahrscheinlich nur wenig der realen Person. So sagten 1696 Gutsbauern aus, dass sie es unter Appelmann leichter gehabt hätten. Der Benzer Pastor Bernhard Droysen lobte noch 1708 Appelmann als Wohltäter der Benzer Kirche, die dieser 1663 aus eigenen Mitteln hatte renovieren lassen.

## Familie
Peter Appelmann war seit dem 21. Juli 1655 mit Catharina Rehnskiöld (* 5. August 1643 in Stralsund; † 4. Juli 1671) verheiratet, der Tochter des Regierungsrats Gerdt Anton Rehnskiöld. Sie wurde 1671 auf dem Benzer Friedhof beigesetzt. Ihr reich vergoldeter Kupfersarg wurde 1906 entdeckt und später ins Heimatmuseum nach Swinemünde gebracht. Seit Ende des Zweiten Weltkriegs sind der Sarg und das übrige Inventar des Museums verschollen.
Peter Appelmann hatte mit seiner Frau drei Söhne und drei Töchter. Der älteste Sohn Gustav Gabriel Appelmann (1656–1721) wurde schwedischer Infanteriegeneral.